# Шоптранер
Шоптранер (мар. Шоптырэҥер) — деревня в Советском районе Республики Марий Эл. Входит в состав Вятского сельского поселения.

## Географическое положение
Находится в центральной части республики Марий Эл на расстоянии приблизительно 10 км по прямой на север от районного центра посёлка Советский.

## История
Известна с 1869 года как деревня Шоптранер (Трубичата) с 14 дворами и 143 жителями. Основана переселенцами из вятской деревни Трубичата. В 1905 году в 57 домах проживали 348 человек. После пожара 1957 года уцелело только 50 домов и люди начали переезжать в другие места. В советское время работал колхоз «Крестьянин».

## Население
Население составляло 8 человек (русские 100 %) в 2002 году, 9 в 2010.